# Pesaträsket
Pesaträsket är en sjö i Överkalix kommun i Norrbotten och ingår i Kalixälvens huvudavrinningsområde. Sjön har en area på 0,534 kvadratkilometer och ligger 102 meter över havet. Sjön avvattnas av vattendraget Pesabäcken.

## Delavrinningsområde
Pesaträsket ingår i det delavrinningsområde (736721-182432) som SMHI kallar för Utloppet av Pesaträsket. Medelhöjden är 139 meter över havet och ytan är 6,58 kvadratkilometer. Det finns inga avrinningsområden uppströms utan avrinningsområdet är högsta punkten. Pesabäcken som avvattnar avrinningsområdet har biflödesordning 3, vilket innebär att vattnet flödar genom totalt 3 vattendrag innan det når havet efter 87 kilometer. Avrinningsområdet består mestadels av skog (81 procent). Avrinningsområdet har 0,53 kvadratkilometer vattenytor vilket ger det en sjöprocent på 8,1 procent.